# Sulmtaler
La sulmtaler est une race de poule domestique autrichienne.

## Description
C'est une volaille fermière à forme rectangulaire, lourde et assez basse avec ossature fine, une chair blanche et fine.
Sa position est à peine moyenne et son plumage pas trop serré et avec une petite touffe sur la tête.
C'est une poule lourde, rustique avec une bonne chair.

### Origine
Originaire de Styrie en Autriche, où elle est sélectionnée depuis 1865, elle est issue de croisements entre la cochin, la houdan et la dorking. Elle a été créée pour combler le besoin en grande poules lourdes.

### Standard
- Crête : simple
- Oreillons : blancs
- Couleur des yeux : rouge-orangé
- Couleur de la peau : blanche
- Couleur des tarses : claire
- Variété de plumage : Blanc, froment, froment bleu, froment argenté, froment bleu argenté.

Grande race :
- Masse idéale : Coq : 3 à 4 kg ; Poule : 2,5 à 3,5 kg
- Œufs à couver : min. 55g, coquille crème à brun clair

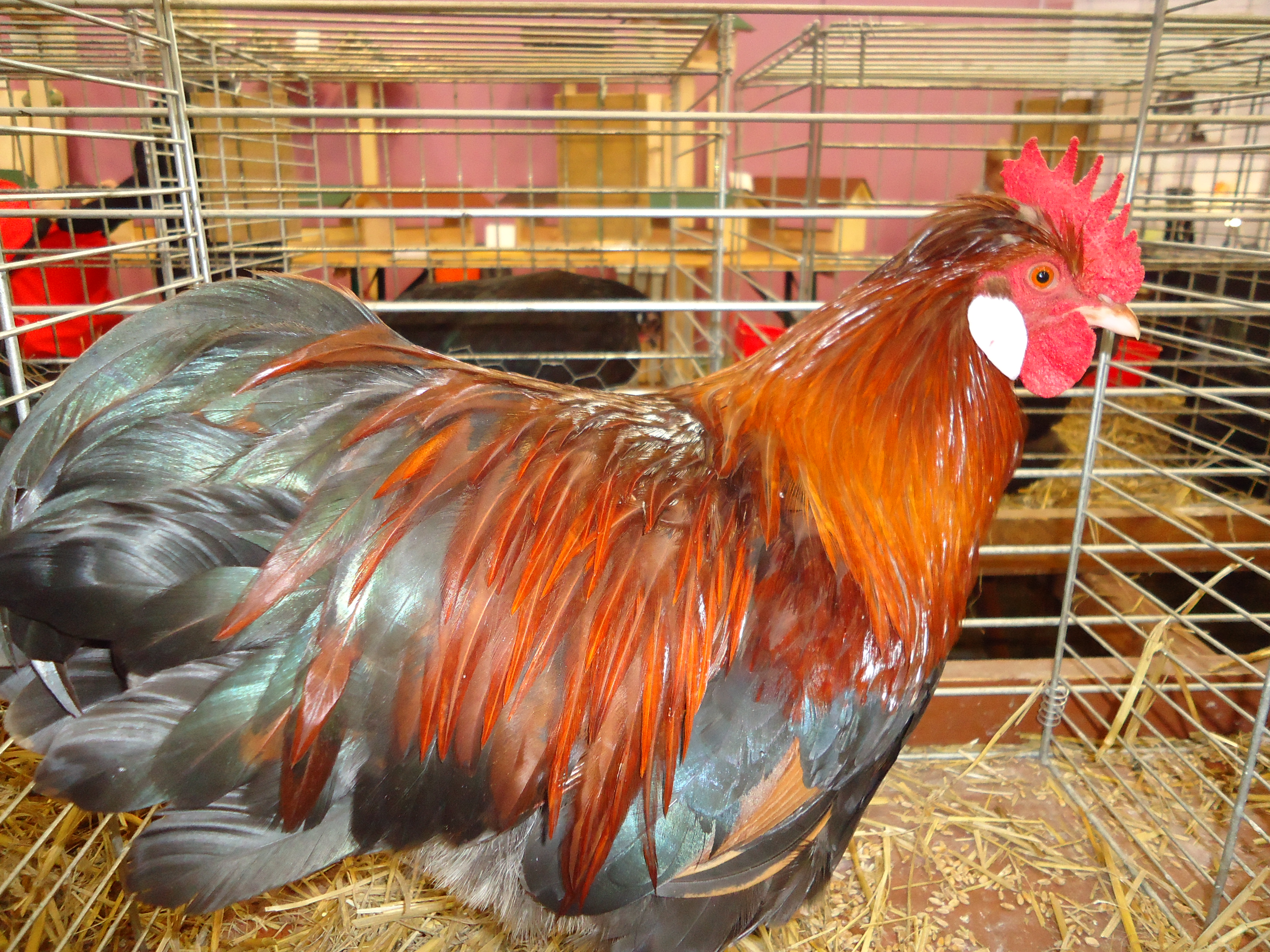
Coq Sulmtaler nain froment

- Coq Sulmtaler nain fromentDiamètre des bagues : Coq : 22 mm ; Poule : 20 mm

Naine :
- Masse idéale : Coq : 1 kg ; Poule : 800 g
- Œufs à couver : min. 35 g, coquille crème
- Diamètre des bagues : Coq : 14 mm ; Poule : 12 mm
- La forme naine a été fixée en Allemagne.

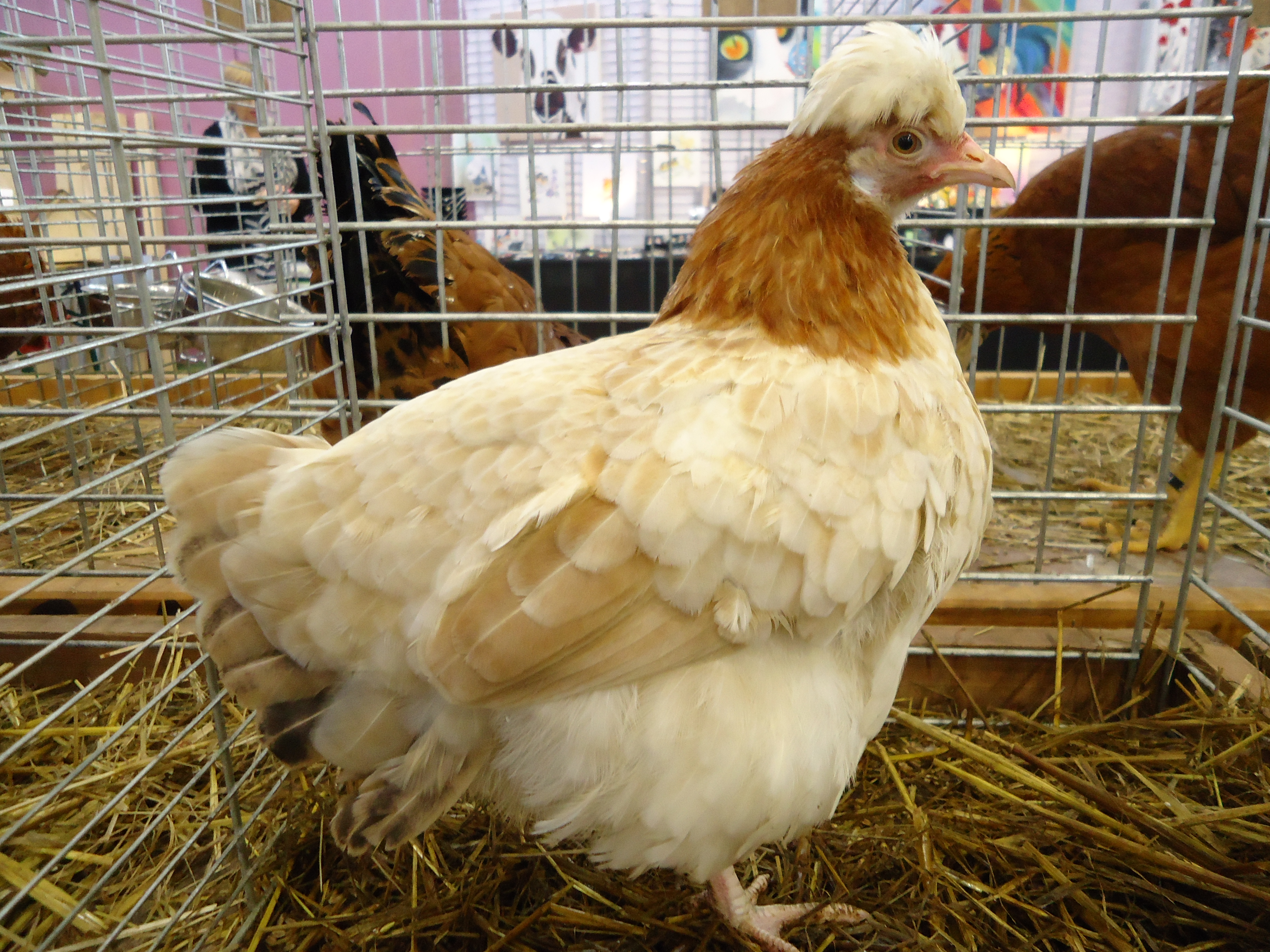
Poule Sulmtaler naine froment

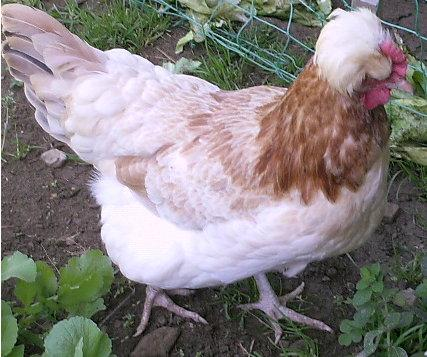
Poule Sulmtaler froment

## Sources
- Le Standard officiel des volailles (Poules, oies, dindons, canards et pintades), édité par la SCAF.